# François Frasey
François Frasey est un homme politique français né le 13 mars 1736 à Bussy-le-Grand et décédé le 28 juin 1799 à Sauvigny-les-Bois.
Maitre de forges à Imphy, il est député de la Nièvre de 1791 à 1792, votant avec la majorité.

## Sources
- « François Frasey », dans Adolphe Robert et Gaston Cougny, Dictionnaire des parlementaires français, Edgar Bourloton, 1889-1891 [détail de l’édition]
- Base Sycomore